# Bolero (gènere de música cubana)
|  | Aquest article tracta sobre el gènere de música cubana. Vegeu-ne altres significats a «Bolero (pàgina de desambiguació)». |

El bolero és un gènere de cançons originat a l'est de Cuba a finals del segle XIX que no té cap relació amb l'antiga dansa espanyola anomenada igual. El bolero cubà es caracteritza per les lletres amoroses i va ser la primera gran síntesi musical i vocal cubana que va tenir reconeixement internacional.
El bolero va néixer com una forma de cançó popular romàntica cultivada per músics de Santiago de Cuba, anomenats trovadores dels quals Pepe Sánchez és considerat el primer i, per tant, el pare d'aquest moviment.
Sánchez es considera també l'autor del primer bolero, Tristezas, escrit l'any 1883. Va ser el model i mestre dels grans trovadores que van seguir.
En l'origen els boleros eren interpretats per cantants individuals normalment acompanyats d'una guitarra, però al llarg del temps es va fer habitual que anessin acompanyats de més músics. Ja en ple segle XX grups com el Trío Matamoros o Los Panchos van donar una gran popularitat al bolero a tota Llatinoamèrica, als Estats Units i a Espanya. L'Havana s'havia convertit en un important punt de trobada de compositors de boleros donant lloc al moviment filin (nom derivat de l'anglès feeling). Moltes de les peces més conegudes del gènere van ser escrites aleshores i es van popularitzar gràcies a cantants com Olga Guillot i Elena Burke, amb el suport d'orquestres i grans bandes.

## Bibliografies
- Morales, Ed. The Latin Beat.  Da Capo Press, 2003. ISBN 0-306-81018-2.